# 1. Brief des Paulus an Timotheus
| Neues Testament |
| --- |
| Evangelien |
| - Matthäus - Markus - Lukas - Johannes |
| Apostelgeschichte |
| Paulusbriefe |
| - Römer - 1. Korinther - 2. Korinther - Galater - Epheser - Philipper - Kolosser - 1. Thessalonicher - 2. Thessalonicher - 1. Timotheus - 2. Timotheus - Titus - Philemon - Hebräer |
| Katholische Briefe |
| - Jakobus - 1. Petrus - 2. Petrus - 1. Johannes - 2. Johannes - 3. Johannes - Judas                                                                                                 |
| Offenbarung |

Der 1. Brief des Paulus an Timotheus, auch kurz 1. Timotheus genannt, ist ein Buch des Neuen Testaments der christlichen Bibel. Als Verfasser bezeichnet sich im Präskript (1 Tim 1,1 ) Paulus von Tarsus; er bezieht sich außerdem auf seine Biographie (1 Tim 1,12 , 1 Tim 2,7 ). Der Brief nennt als Empfänger Timotheus, einen Begleiter des Paulus und Bischof von Ephesus, der in den Paulusbriefen mehrfach erwähnt wird und in der Gemeinde Ephesus pastorale Aufgaben zu erfüllen hatte; deshalb zählt man den Brief zu den Pastoralbriefen. Der Brief ist aber nicht als Privatschreiben formuliert, so dass zweifelhaft erscheint, dass Timotheus tatsächlich der primäre Empfänger dieses Briefes war. Ob der Brief wirklich von Paulus geschrieben wurde, ist in der Forschung umstritten.

## Verfasser, Entstehungszeit und -ort

### Mehrheitsmeinung
Die Mehrheit der Theologen vertritt die Ansicht, dass nicht Paulus, sondern ein unbekannter Verfasser den 1. Timotheusbrief verfasst hat. Dafür werden folgende Argumente genannt:
- Typisches, vom Sprachgebrauch des Paulus verschiedenes Vokabular: „Frömmigkeit“ (altgriechisch εὐσέβεια eusébeia), „gesunde Lehre“, „Erkenntnis der Wahrheit“, „gute Werke“, „zuverlässig ist das Wort“, „ungeheuchelter Glaube“, „reines Gewissen“, „anvertrautes Gut“ (altgriechisch παραθήκη parathḗkē).
- Timotheus wird in den authentischen Paulusbriefen als enger Mitarbeiter bezeichnet, der immer wieder im Auftrag des Paulus Gemeinden besucht und dort den abwesenden Apostel vertritt. Wieso muss Paulus einem so erprobten Mann nun Anweisungen geben, „wie man im Haus Gottes wandeln soll“ (1 Tim 3,15) oder wie man beten soll (1 Tim 2,1ff.)?
- Die Abfassungssituation des 1. Timotheusbriefs ist folgende: Paulus hat mit Timotheus zusammen in Ephesus missioniert; dann hat Paulus die Stadt Richtung Mazedonien verlassen, während Timotheus in Ephesus zurückblieb. Das lässt zwar an Apg 19,21–22 EU denken, passt aber nicht richtig zu den dortigen Angaben. Aber die Situationsangaben des 1. Timotheusbriefs sind auch in sich widersprüchlich, weil Paulus seinen baldigen Besuch in Ephesus ankündigt und für die kurze Zeit bis dahin dem Timotheus detaillierte schriftliche Anweisungen zukommen lässt.
- Besonderes Gewicht hat die Beobachtung, dass sich die Situation in der Empfängergemeinde von den Gemeinden des Paulus deutlich unterscheidet: Es gibt eine Gemeindeordnung mit institutionalisierten Leitungsgremien und Amtsträgern.[2]

Wenn man aus diesen Gründen den 1. Timotheusbrief für ein Pseudepigraph hält, also eine Schrift mit gefälschter Verfasserangabe, bedeutet das, dass alle konkreten Angaben, die „Paulus“ über sich und über die Situation in Ephesus macht, alle im Brief mitgeteilten Details der dortigen Gemeinde, Mittel literarischer Fiktion sind. Ein Unbekannter, so die Annahme, habe sich die anscheinend unbestritten große Autorität des Paulus zunutze gemacht, „um mit ihrer Hilfe eine Norm für die aktuellen Auseinandersetzungen in seiner Gemeinde zu gewinnen.“
Eine Grundentscheidung vieler neuerer Arbeiten zu den Pastoralbriefen und damit auch zum 1. Timotheusbrief lässt sich so zusammenfassen:

„Die Pastoralbriefe sind pseudepigraphisch; die ständigen Versuche, den Autor als eine Art gemäßigten, gemilderten oder transformierten Paulus zu verstehen, sind fruchtlos, ebenso die Versuche, den Autor mit einem namentlich bekannten frühchristlichen Autor zu identifizieren. Der Verfasser war weder Paulus noch Lukas noch Polykarp. Die Theologie der Pastoralbriefe verdankt ihr Rahmenwerk keiner dieser Quellen, denn die Pastoralbriefe bieten eine einzigartige und eigenständige Form von christlicher Theologie.“

Das bedeutet, dass ein Abgleich der Pastoralbriefe mit den „echten“ Paulusbriefen, etwa im Blick auf den Wortschatz oder theologische Konzeptionen, den Blick für die Leistung des Autors verstellt, der sich am Maßstab des Paulus messen lassen muss und dabei relativ schlecht abschneidet.

### Minderheitsmeinungen

#### Paulus als Verfasser
Weil die Angaben über die Abfassungssituation sich aus seiner Sicht nicht mit der Biografie des Paulus, wie sie aus der Apostelgeschichte bekannt ist, in Übereinstimmung bringen ließen, nahm Joachim Jeremias an, nach der Schlussszene der Apostelgeschichte in römischer Haft sei Paulus wieder freigekommen und habe seinen in Röm 15,23–25.28  vorgestellten Plan einer Spanienreise in die Tat umsetzen können. Aus diesem letzten Lebensabschnitt des Apostels stammten die Pastoralbriefe.
Auch Heinz-Werner Neudorfer und Edward E. Ellis halten an der Autorschaft von Paulus fest, denken aber an eine Abfassung durch einen Vertrauten des Apostels, was die abweichenden theologischen Ausdrücke problemlos erkläre.

#### Offene Pseudepigraphie
Ferdinand Christian Baur nahm an, es habe im frühen Christentum eine „offene Pseudepigraphie“ ohne Täuschungsabsicht gegeben; er wandte dieses Modell allerdings nicht auf die Pastoralbriefe an. Dies versuchte Percy Neale Harrison: Es sei nicht nötig, anzunehmen, dass der Verfasser jemanden täuschen wollte. „Sie [die Pastoralbriefe] gingen hinaus als das, was sie waren, und die herzliche Wertschätzung, mit der die besten Köpfe der Kirche sie aufnahmen, war nicht eingetrübt durch ein Missverständnis über die Art und Weise, in der sie verfasst worden waren.“ Eigentlich konnte Harrison keine Argumente für seine These anführen; er war apologetisch motiviert, weil eine Täuschungsabsicht aus seiner Sicht anstößig war. Harald Hegermann (Der geschichtliche Ort der Pastoralbriefe, 1970) nahm an, dass ein Paulusschüler im Namen seines Meisters geschrieben habe. Aber weder gibt es in den Texten Signale für eine solche Schülerarbeit an den impliziten Leser, noch kann man das Milieu, aus dem offene Pseudepigraphie in der Antike bekannt ist, nämlich gebildete Philosophen- und Medizinerschulen, in frühchristlichen Gemeinden voraussetzen. Gegenwärtig wird eine offene Pseudepigraphie für die Pastoralbriefe nur noch selten vertreten; eine Ausnahme ist R. I. Pervo (Romancing an Oft-Neglected Stone, 1994), der die drei Schreiben als Briefroman versteht.

## Inhalt
Lorenz Oberlinner gliedert den 1. Timotheusbrief folgendermaßen:
| 1,1–2    | Apostolische Zuschrift |
| 1,3–20   | Auftrag an Timotheus: Den rechten Glauben bewahren, Irrlehrer bekämpfen |
| 2,1–3,16 | Ordnung des Gemeindelebens: Auftrag der Christen zum Gebet für alle Menschen; Männer und Frauen im Gottesdienst; Eigenschaften der Episkopen („Bischöfe“) und Diakone. Der Kirche ist das Geheimnis des Glaubens anvertraut.        |
| 4,1–11   | Auseinandersetzung mit falschen Lehren: Zurückweisung asketischer Forderungen, Nutzen der Frömmigkeit |
| 4,12–6,2 | Anweisungen für Gemeindeleben und Kirchenordnung: Lebensführung, die dem Auftrag entspricht; Umgang mit Christen verschiedener Altersgruppen; Stand der Witwen; Stand der Presbyter („Älteste“); Lebensführung christlicher Sklaven |
| 6,3–21   | Mahnung, den Glauben zu verteidigen und zu bewahren: hier auch die Warnung vor Geldgier und die Gefahren des Reichtums |

## Wirkungsgeschichte
Die Bibelstelle 1. Tim 2,12 wird angeführt, wenn es um die Stellung der Frau in kirchlichen Ämtern geht, und häufig zur Begründung der Ablehnung der Ordination und Priesterweihe von Frauen (1 Tim 2,12–15 ).
Nach Kap. 3 soll ein Bischof verheiratet sein. Diese Stelle wird in älteren evangelischen und katholischen Bibelübersetzungen regelmäßig unterschiedlich übersetzt. Hier die Fassung der revidierten Lutherbibel 2017:

„1 Das ist gewisslich wahr: Wenn jemand ein Bischofsamt erstrebt, begehrt er eine hohe Aufgabe. 2 Ein Bischof aber soll untadelig sein, Mann einer einzigen Frau, nüchtern, besonnen, würdig, gastfrei, geschickt im Lehren […] 4 einer, der seinem eigenen Haus gut vorsteht und gehorsame Kinder hat, in aller Ehrbarkeit. 5 Denn wenn jemand seinem eigenen Haus nicht vorzustehen weiß, wie soll er für die Gemeinde Gottes sorgen?“

In älteren evangelischen Bibeln steht oft: „Mann einer Frau“, in älteren katholischen Bibeln „Mann einer einzigen Frau“. Die Einheitsübersetzung (1980) gab die Stelle mit „nur einmal verheiratet“ wieder, in der revidierten Fassung von 2016 heißt es:

„1 Das Wort ist glaubwürdig: Wer das Amt eines Bischofs anstrebt, der strebt nach einer großen Aufgabe. 2 Deshalb soll der Bischof ein Mann untadelig, Mann einer einzigen Frau, nüchtern, besonnen sein, von würdiger Haltung, gastfreundlich, fähig zu lehren […] 4 Er muss seinem eigenen Haus gut vorstehen, seine Kinder in Gehorsam und allem Anstand erziehen. 5 Wer seinem eigenen Haus nicht vorstehen kann, wie soll der für die Kirche Gottes sorgen?“

Im Urchristentum existierte kein verpflichtender Zölibat. Befürworter und Gegner des Zölibats interpretieren dieses Kapitel unterschiedlich.
Ein weiterer Hinweis zur Ehe findet sich im 4. Kapitel.

„2 getäuscht von heuchlerischen Lügnern […] 3 Sie verbieten die Heirat und fordern den Verzicht auf bestimmte Speisen, die Gott doch dazu geschaffen hat, dass die, die zum Glauben und zur Erkenntnis der Wahrheit gelangt sind, sie mit Danksagung zu sich nehmen. 4 Denn alles, was Gott geschaffen hat, ist gut und nichts ist verwerflich, wenn es mit Dank genossen wird.“

### Kommentare
- Heinz-Werner Neudorfer: Der erste Brief des Paulus an Timotheus (= Historisch-Theologische Auslegung). SCM R. Brockhaus, Wuppertal 2004, ISBN 978-3-417-29721-8.
- Helmut Merkel: Die Pastoralbriefe (= Neues Testament Deutsch. Band 9/1 der Neubearbeitung). Vandenhoeck & Ruprecht, Göttingen 1991, ISBN 3-525-51373-9.
- Lorenz Oberlinner: Kommentar zum Ersten Timotheusbrief (= Herders Theologischer Kommentar zum Neuen Testament. Band 11/2: Die Pastoralbriefe). Herder, Freiburg / Basel / Wien 1994, ISBN 3-451-23224-3.
- Jürgen Roloff: Der erste Brief an Timotheus (= Evangelisch-Katholischer Kommentar, 15). Benziger, Zürich 1988, ISBN 3-545-23116-X.

### Monographien und Zeitschriftenartikel
- Johannes Beutler: Diakoninnen, Presbyter und Episkopen: Kirchliche Ämter in den Pastoralbriefen. In: Stimmen der Zeit. Band 144, 2019, S. 3–12. (online)
- Lewis R. Donelson: Pseudepigraphy and Ethical Argument in the Pastoral Epistles (= Hermeneutische Untersuchungen zur Theologie. Band 22). Mohr Siebeck, Tübingen 1986, ISBN 978-3-16-149082-8.
- Annette Merz: Die fiktive Selbstauslegung des Paulus: intertextuelle Studien zur Intention und Rezeption der Paulusbriefe (= Novum Testamentum et Orbis Antiquus. Band 52). Vandenhoeck & Ruprecht, Göttingen 2004, ISBN 3-525-53953-3. (online)
- Bernhard Mutschler: Glaube in den Pastoralbriefen: Pistis als Mitte christlicher Existenz (= Wissenschaftliche Untersuchungen zum Neuen Testament, 256). Mohr Siebeck, Tübingen 2010, ISBN 978-3-16-150544-7.
- Jennifer H. Stiefel: Women Deacons in 1 Timothy: A Linguistic and Literary Look at ‚Women likewise…‘ (1 Tim 3,11). In: New Testament Studies 37 (1995), S. 442–457.
- Rüdiger Fuchs: Eine vierte Missionsreise des Paulus im Osten? Zur Datierung des ersten Timotheusbriefs und des Titusbriefs. Jahrbuch für evangelikale Theologie, Jahr: 2011, Band: 25, S. 33–58